# Laevi
Cet article possède un paronyme, voir Laevis.
Les Laevi (parfois Lèves en français) sont un peuple celte ou celto-ligure de la Gaule transpadane, au nord des Marici.

## Ethnonyme et origines
Ce peuple est cité sous le nom de Λάοι / Laoi en grec ancien par Polybe et de Laevi en latin par Tite-Live et Pline l'Ancien.
Le Grec Polybe les considère comme étant de souche celtique et parmi les premiers Celtes à avoir traversé les Alpes pour s'installer à l'extrémité occidentale de la vallée du Pô, près de la source du Pô, avec le peuple des Libui ou Lebeci ; les Romains Tite-Live et Pline l'Ancien les considèrent comme de souche ligure et installés près du cours inférieur du Tessin.

## Fouilles archéologiques
En 1967, les fouilles effectuées à Garlasco dans la province de Pavie par Ermanno Arslan ont mis au jour une nécropole de 35 tombes, datée entre le IIIe siècle av. J.-C. et le début du IIe siècle av. J.-C. L'analyse des découvertes a permis de mettre en lumière divers aspects de ce peuple, et la prépondérance ligure par rapport à l'influence celtique.